# Culloden House

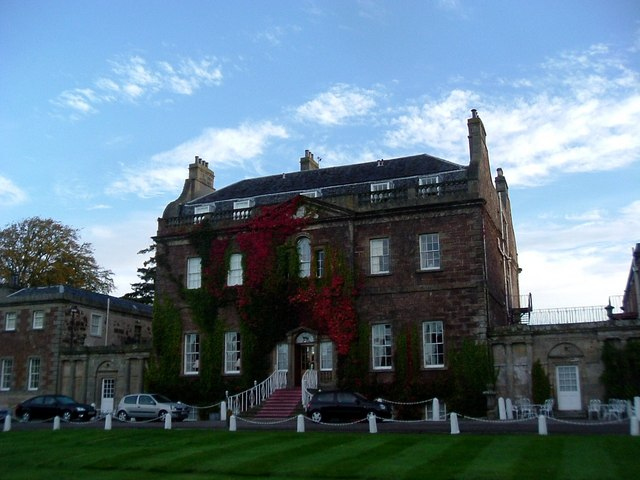
Culloden House

Culloden House ist ein ehemaliges Herrenhaus nahe der schottischen Ortschaft Culloden in der Council Area Highland. 1971 wurde das Bauwerk in die schottischen Denkmallisten in der höchsten Denkmalkategorie A aufgenommen. Die ehemaligen Zwinger, die Gärten sowie der Taubenturm sind jeweils separat als Denkmäler der Kategorie B klassifiziert. Während die ehemaligen Stallungen als Kategorie-A-Bauwerk eingestuft sind, ist das Eishaus ein Denkmal der Kategorie C. Das Gesamtanwesen ist im schottischen Register für Landschaftsgärten verzeichnet. In zwei von sieben Kategorien wurde das höchste Prädikat „herausragend“ verliehen.
Culloden House ist nicht zu verwechseln mit der Villa Cumloden House in Dumfries and Galloway.

## Geschichte

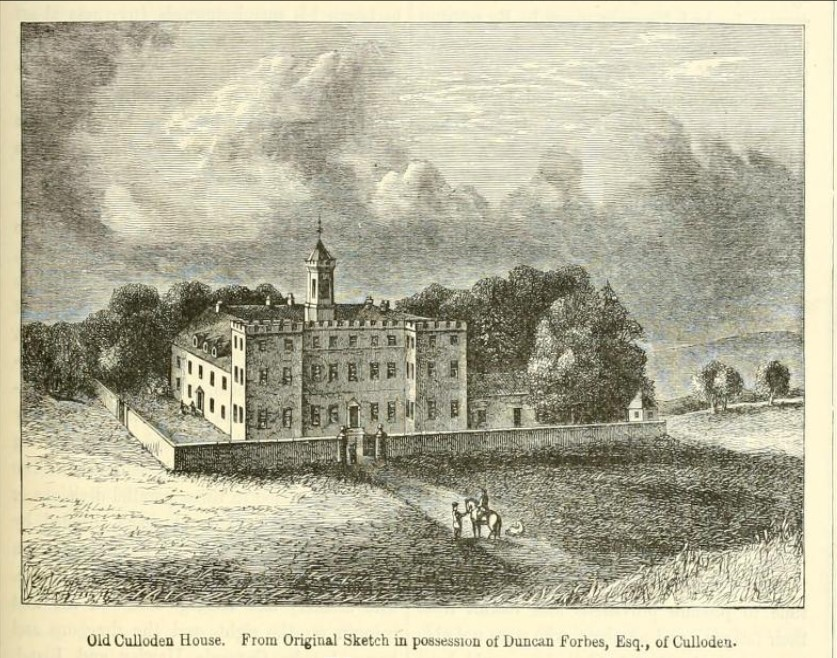
Culloden House um 1885

Im späten 16. Jahrhundert ließ der regionale Clan Mackintosh am Standort das Tower House Coulloddin Castle errichten. Duncan Forbes erwarb den Wohnturm im Jahre 1626. Sein gleichnamiger Sohn widersetzte sich der Sache der Jakobiten, weshalb diese seine beiden Anwesen im Zuge des ersten Jakobitenaufstands 1689 heimsuchten. Den entstandenen Schaden in Höhe von insgesamt 54.000 schottischen Pfund ersetzte das schottische Parlament.
In der Folge wurde Culloden House überarbeitet und seine Befestigung verstärkt. Der Erbe, ebenfalls Duncan Forbes genannt, wurde zum Sheriff von Midlothian und schließlich zum Lord President of the Court of Session ernannt. Während des zweiten Jakobitenaufstands 1745 veranlassten die vorrückenden Jakobiten Forbes zur Flucht nach Skye. Obschon Bonnie Prince Charlie den Schutz von Culloden House angeordnet hatte, fand die geschichtsträchtige Schlacht von Culloden teilweise auf dem herrschaftlichen Anwesen statt.
Aufzeichnungen aus der Mitte des 18. Jahrhunderts erwähnen die umfriedeten Gärten und die Zufahrtsallee, in deren Sichtachse das Herrenhaus lag. Im Zeitraum zwischen 1772 und 1783 wurde Culloden House abgebrochen. Das heutige Culloden House ließ Sir Arthur Forbes, 7. Baronet (of Culloden) um 1788 auf den Gewölben des Vorgängerbaus errichten. Auch zahlreiche Außengebäude wurden im Rahmen dieser Bauphase erbaut. Die Gärten und Parkanlagen wurden deutlich informeller angelegt als zuvor. Die bis heute erhaltene ovale Rasenfläche vor dem Hauptportal am Ende der Zufahrtstraße zählte zu den wenigen formalen Elementen.
Im Laufe des 19. Jahrhunderts verblieb Culloden House weitgehend unverändert. Das Anwesen war bis 1882 auf eine Fläche von 2288 Hektar angewachsen. Duncan Forbes, welcher das Anwesen 1879 erbte, recherchierte Details der Schlacht von Culloden. Die aufgefundenen Grabstätten und Orte bildeten die Grundlage für die Einrichtung der heutigen Gedenkstätte. Der Prince’s Stone, von welchem Bonnie Prince Charlie die Truppen befehligt haben soll, wurde nach Culloden House verbracht und war dort bis 1897 ausgestellt. Nach Forbes’ Ableben im selben Jahr wurde Culloden House mitsamt Teilen des Anwesens verkauft. Hierbei gingen auch zahlreiche historisch relevante jakobitische Artefakte verloren. Durch weitere Verkäufe im Laufe des 20. Jahrhunderts rückten Wohngebiete näher an Culloden House heran. Das Herrenhaus wurde zwischenzeitlich zu einem Hotel umgenutzt.

## Beschreibung

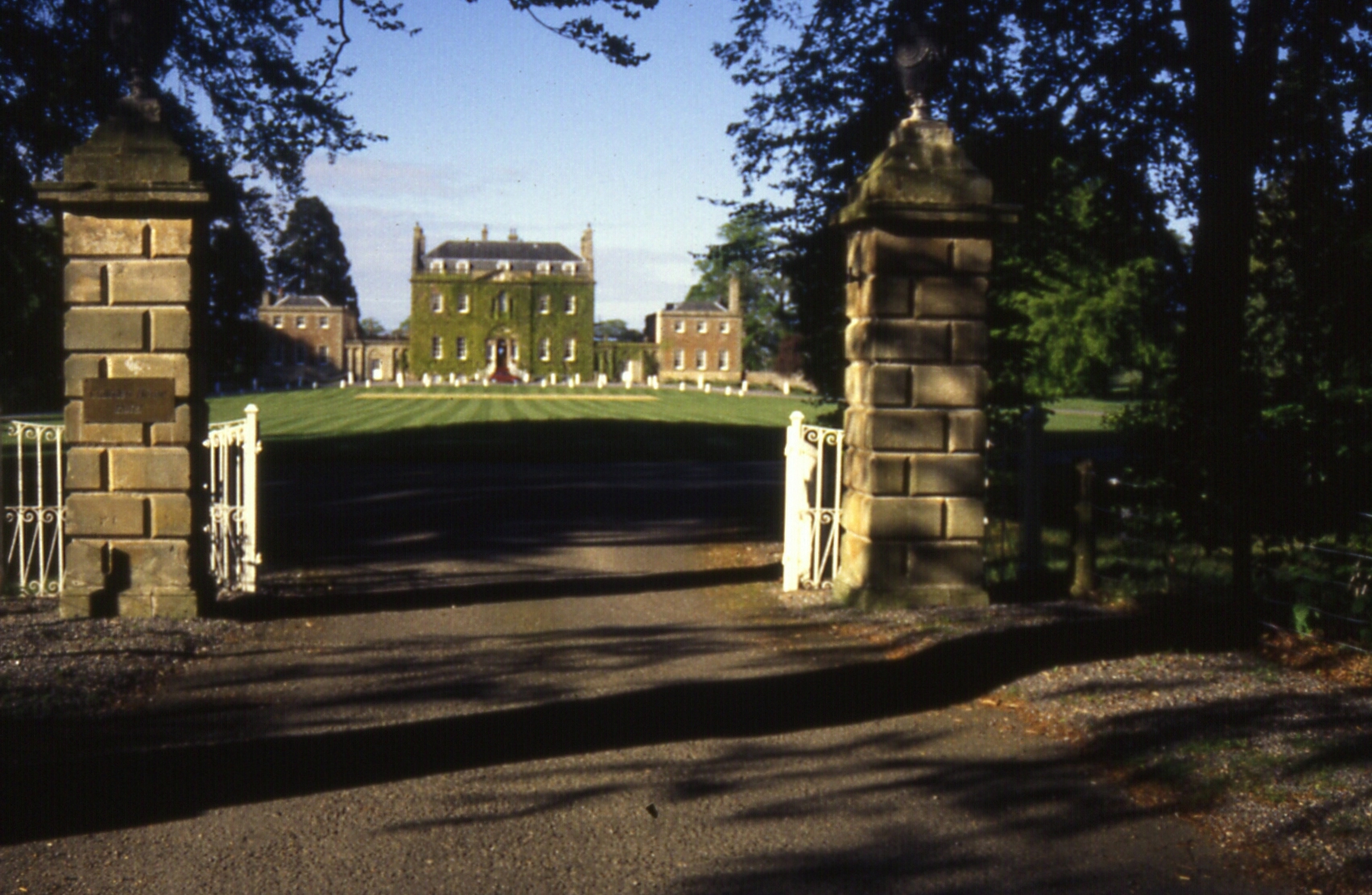
Hauptpforte

Culloden House steht inmitten der Ortschaft Culloden rund fünf Kilometer östlich des Zentrums von Inverness. Das zweigeschossige Herrenhaus ist klassizistisch ausgestaltet. Einfassungen aus cremefarbenem Sandstein kontrastieren sein rotes Mauerwerk. Das Hauptportal am Mittelrisalit ist über eine geschwungene Vortreppe zugänglich. Oberhalb des Portals rahmen dorische Säulen eine Wappenplatte ein. Darüber ist ein venezianisches Fenster mit ionischen Säulen eingelassen. Der Risalit schließt mit einem Dreiecksgiebel. Sein Triglyphenfries ist über die Fassade unterhalb des Kranzgesimses fortgeführt. Die beiden abschließenden Mansardwalmdächer verlaufen parallel und sind mit Schiefer eingedeckt. Die nordostexponierte Gartenfassade ist etwas schlichter ausgeführt.
Die flankierenden Pavillons sind über eingeschossige Fortsetzungen mit dem Corps de Logis verbunden. Die Pavillons sind zweigeschossig mit harl-verputzten Flanken ausgeführt.

## Außengebäude

### Zwinger
Die ehemaligen Zwinger befinden sich rund 500 Meter südlich des Herrenhauses und sind heute durch Wohnbebauung von diesem getrennt. Das Gebäude stammt aus dem 18. Jahrhundert mit Ergänzungen aus dem frühen 19. Jahrhundert. Den Kern bildet ein dreigeschossiger Taubenturm, an den drei flachere oktogonale Anbauten hinzugefügt wurden, woraus ein Y-förmiger Grundriss resultiert. Das Gebäude ist neogotisch mit Spitzbogenfenstern ausgestaltet. Seine Fassaden sind mit Harl verputzt. Die Dächer sind schiefergedeckt. Der zentrale Turm schließt mit einem Kegeldach.

### Gärten

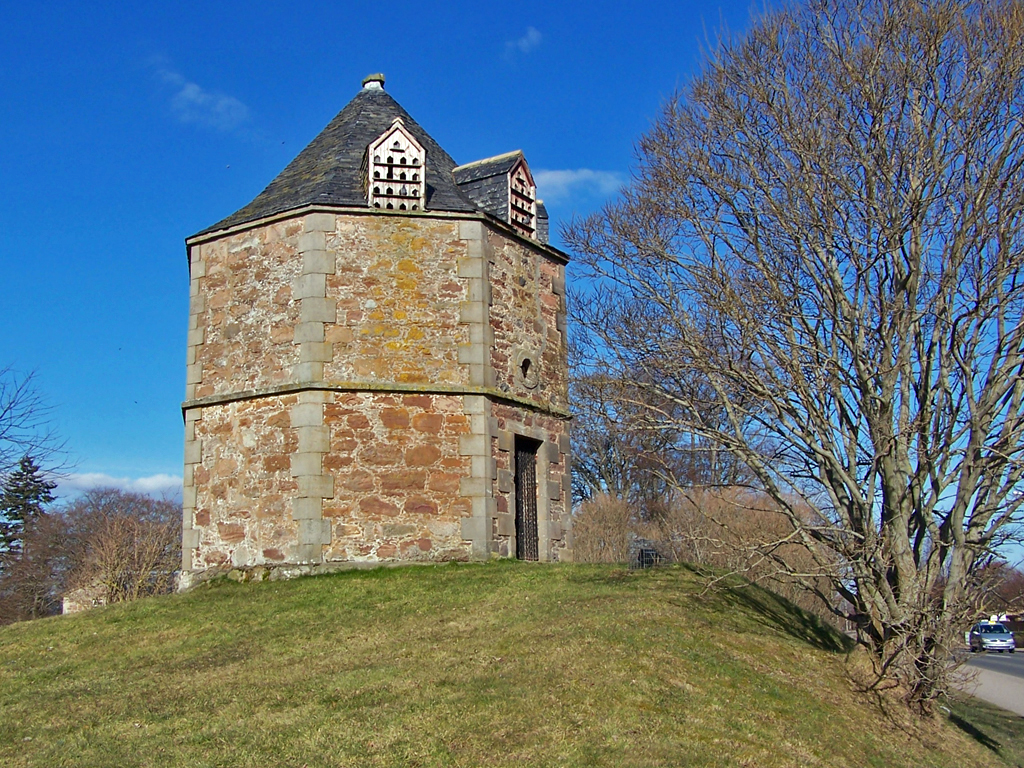
Taubenturm

Eine Ziegelsteinmauer umfriedet die rund 200 Meter nordwestlich von Culloden House gelegenen Gärten. Sie wurden mit dem Neubau des Herrenhauses um 1788 angelegt. Das Zugangstor ist mit rustizierten Pfeilern mit quadratischen Grundrissen ausgeführt. Sie schließen mit Gesimsen und aufsitzenden Urnen.

### Taubenturm

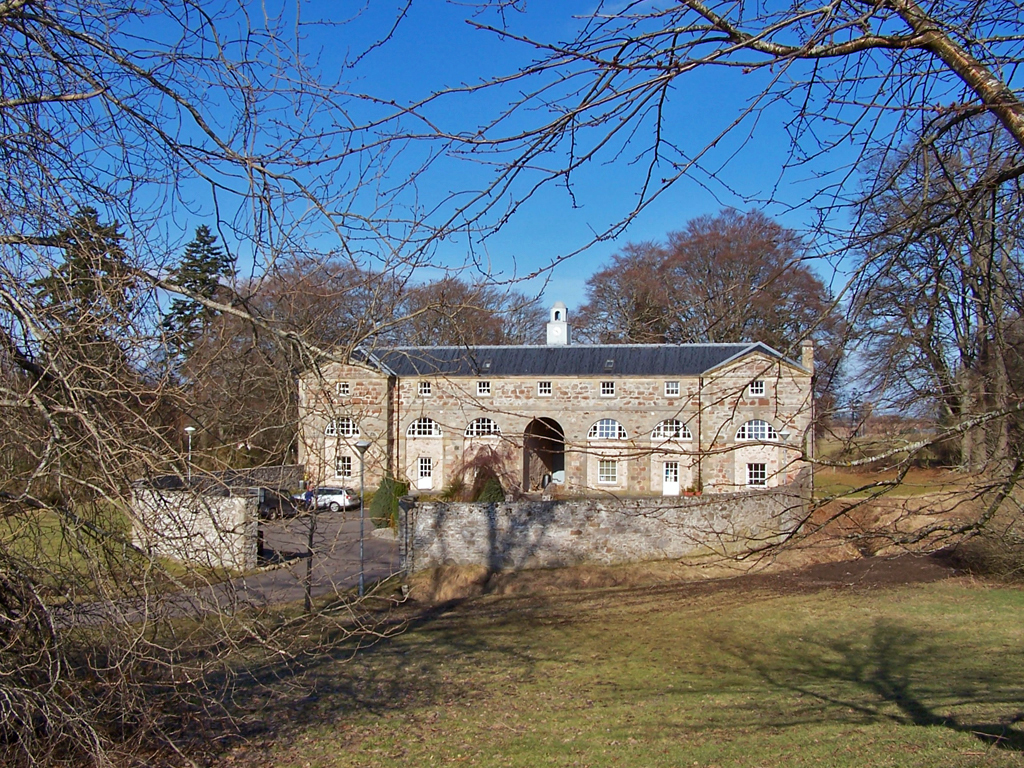
Stallungen

Der um 1788 errichtete Taubenturm ist oktogonal ausgeführt. Er steht abseits der Barn Church Road etwa auf halber Strecke zwischen Culloden House und den ehemaligen Zwingern nahe der Hauptpforte. An der Südseite führt eine schlichte Türe ins Innere. Dort sind 640 Nistkästen gereiht. Eine umlaufende Holzleiter ermöglicht es sämtliche Nester zu erreichen. Der Turm schließt mit einem polygonalen Dach. Seine drei Gauben sind mit Holzplatten verschlossen. In diese sind je 17 Einfluglöcher eingelassen. Oberhalb der Eingangstüre befindet sich außerdem ein offenes Rundfenster.

### Stallungen
Die ehemaligen Stallungen stehen rund 200 Meter südlich des Herrenhauses. Das eingeschossige, längliche Gebäude ist sieben Achsen weit. Sein Mauerwerk besteht aus Feldstein und ist an der Nordflanke harl-verputzt. Sämtliche Natursteineinfassungen sind poliert. Die südwestexponierte Hauptfassade ist im Stile einer Rundbogenarkade ausgeführt. Zu beiden Seiten treten die äußeren Achsen als Eckrisalite hervor. Ein Plattformdach schließt das Gebäude ab. Nach Südosten fasst eine hohe, halbrunde Mauer einen Hof ein.

### Eishaus

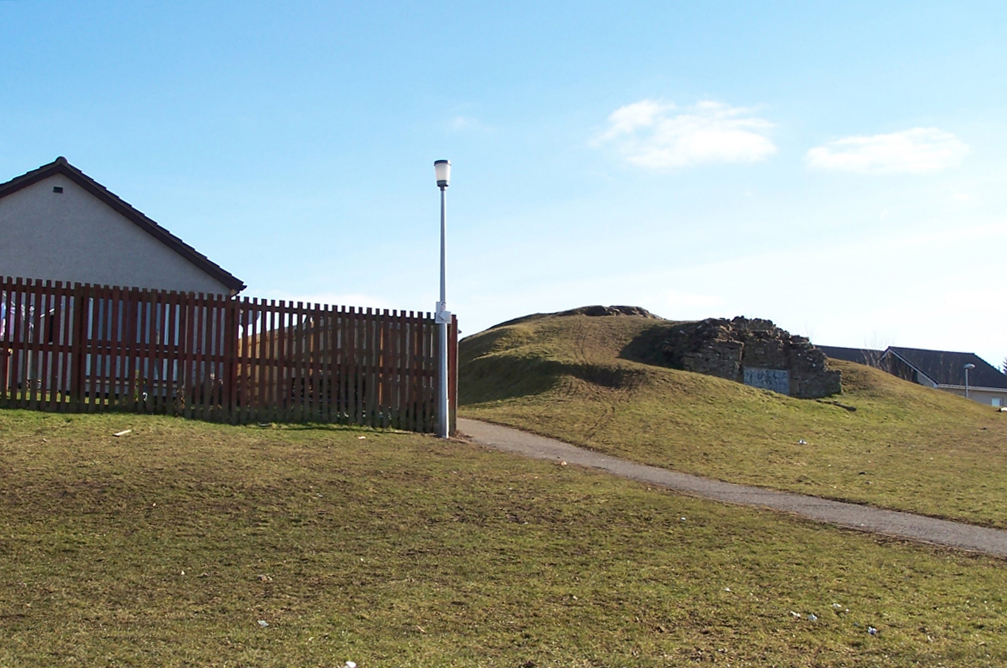
Eishaus

Das Eishaus steht rund 300 Meter nordöstlich von Culloden House abseits der Barn Church Road. Das Bauwerk stammt aus dem frühen 19. Jahrhundert. Der Bruchsteinbau ist in einen Hang gebaut. Eine längliche Türe an der abgerundeten nördlichen Giebelseite führt ins Innere. Dieses besteht aus einem einzigen Raum mit Gewölbedecke.